# 동유럽 지역 그룹
동유럽 지역 그룹은 유엔의 5개 지역 그룹 중 하나이며 동부, 중부 및 남부 유럽의 23개 회원국으로 구성된다.ㅡ

## 회원국

### 현 회원국
- 라트비아
- 러시아
- 루마니아
- 리투아니아
- 몬테네그로
- 몰도바
- 벨라루스
- 보스니아 헤르체고비나
- 북마케도니아
- 불가리아
- 세르비아
- 슬로바키아
- 슬로베니아
- 아르메니아
- 아제르바이잔
- 알바니아
- 에스토니아
- 우크라이나
- 조지아
- 체코
- 크로아티아
- 폴란드
- 헝가리

### 전 회원국
괄호 안에 적혀 있는 숫자는 유엔 회원으로, 또한 동유럽 지역 그룹 회원으로 있었던 기간이다.
- 동독 (1973-1990)
- 유고슬라비아 사회주의 연방 공화국 (1966-1992)
- 유고슬라비아 연방 공화국 / 세르비아 몬테네그로 (1992-2006)
- 체코슬로바키아 (1966-1993)

## 배치

빨간색으로 칠해진 나라가 동유럽 지역 그룹 회원국이다.

### 안전 보장 이사회
동유럽 지역 그룹은 현재 유엔 안전 보장 이사회에서 2석을 보유하고 있으며 1석은 비상임, 1석은 상임이다.

### 경제 사회 이사회
동유럽 지역 그룹은 현재 유엔 경제 사회 이사회에서 6석을 보유하고 있다.

### 인권 이사회
동유럽 지역 그룹은 현재 유엔 인권 이사회에서 6석을 보유하고 있다.

### 유엔 총회 의장
2와 7로 끝나는 해의 5년마다 동유럽 지역 그룹은 유엔 총회 의장을 선출할 자격이 주어진다.

## 같이 보기
- 유럽 평의회
- 동유럽
- 동방 파트너십
- 유라시아 연합
- 유럽 안보 협력 기구
- 구소련 국가